# Wu-Tang Forever
Albums de Wu-Tang Clan
Enter the Wu-Tang (36 Chambers)
(1993) The W
(2000)
Singles
1. Triumph
Sortie : 11 février 1997
2. It's Yourz
Sortie : 23 septembre 1997
3. Reunited
Sortie : 30 mars 1998

Wu-Tang Forever est le deuxième album studio du Wu-Tang Clan, sorti le 3 juin 1997 chez Loud Records.
1997 est une année marquante pour le groupe puisqu'il s'agit de la recomposition du crew après des escapades solos. Produit par RZA, 4th Disciple, Inspectah Deck et True Master, l'album s'est classé 1er au Billboard 200, au Top R&B/Hip-Hop Albums et au Top Canadian Albums et a été certifié quadruple disque de platine par la Recording Industry Association of America (RIAA) le 15 octobre 1997.

## Liste des titres
| 1.  | Wu-Revolution (featuring Popa Wu & Uncle Pete)                          | Dialogues du film Le Temple de Shaolin                                                                | 6:17 |
| 2.  | Reunited                                                                | | 5:23 |
| 3.  | For Heavens Sake (featuring Cappadonna)                                 | Don't Leave Me Lonely de King Floyd                                                                   | 4:13 |
| 4.  | Cash Still Rules / Scary Hours (Still Don't Nothing Move But the Money) | The End of the World de Skeeter Davis                                                                 | 3:06 |
| 5.  | Visionz                                                                 | This Is for the Lover in You (Puffy's Face to Face Mix) de Babyface featuring Ghostface Killah        | 3:09 |
| 6.  | As High as Wu-Tang Get                                                  | | 2:39 |
| 7.  | Severe Punishment                                                       | Words From a Genius de The Genius                                                                     | 4:49 |
| 8.  | Older Gods                                                              | | 3:07 |
| 9.  | Maria (featuring Cappadonna)                                            | I Love You More Than You'll Ever Know de Blood, Sweat & Tears Get Out of My Life, Woman de Lee Dorsey | 2:34 |
| 10. | A Better Tomorrow                                                       | Love Theme From Romeo and Juliet (A Time for Us) de Peter Nero                                        | 4:58 |
| 11. | It's Yourz                                                              | Sing Sing de Gaz Look on a Soft Side de Jean-Pierre Decerf et Marc Saclays                            | 4:19 |

| 1.  | Intro                                     | Duel to the Death de Michael Lai                                                                             | 2:02 |
| 2.  | Triumph (featuring Cappadonna)            | | 5:38 |
| 3.  | Impossible (featuring Tekitha)            | Sonate n° 8 Pathétique - 1er mouvement de Ludwig van Beethoven                                               | 4:28 |
| 4.  | Little Ghetto Boys (featuring Cappadonna) | Little Ghetto Boy de Donny Hathaway Duel to the Death de Michael Lai Dialogues du film The Invincible Armour | 4:49 |
| 5.  | Deadly Melody (featuring Streetlife)      | | 4:20 |
| 6.  | The City                                  | Living for the City de Stevie Wonder                                                                         | 4:05 |
| 7.  | The Projects                              | Cry Together des O'Jays                                                                                      | 3:17 |
| 8.  | Bells of War                              | Sneakin' in the Back de Tom Scott and The L.A. Express                                                       | 5:12 |
| 9.  | The M.G.M.                                | | 2:38 |
| 10. | Dog Shit                                  | | 3:34 |
| 11. | Duck Seazon                               | | 5:42 |
| 12. | Hellz Wind Staff (featuring Streetlife)   | | 4:52 |
| 13. | Heaterz (featuring Cappadonna)            | Giving Up de Gladys Knight & the Pips                                                                        | 5:26 |
| 14. | Black Shampoo                             | Calgon, Take Me Away! de Calgon                                                                              | 3:49 |
| 15. | Second Coming (featuring Tekitha)         | MacArthur Park de Richard Harris                                                                             | 4:39 |
| 16. | The Closing                               | | 2:37 |
| 17. | Sunshower                                 | | 6:11 |